# Historia del virreinato del Perú

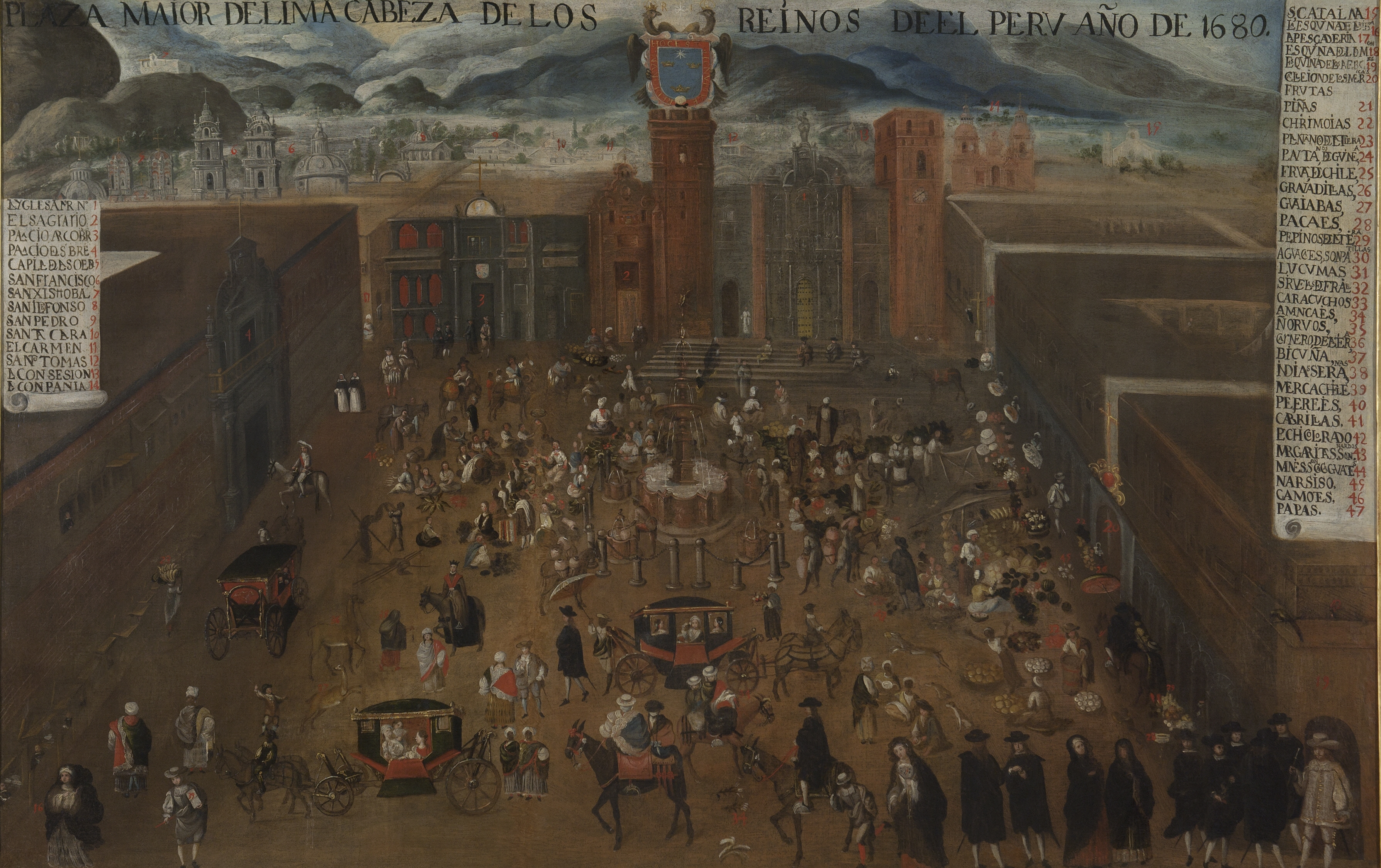
Plaza mayor de Lima Cabeza de los Reinos del Perú. Vista de la plaza principal de Lima antes del terremoto de 1687.

La historia del virreinato del Perú compone los hechos históricos del país acontecidos desde la conquista española en 1542, periodo que se prolonga hasta su independencia de España en 1821.
Estando ya prácticamente terminada la conquista y dada la importancia del estado incaico que había sido incorporado a la Corona española, el rey Carlos I de España, decidió elevarlo a la categoría de Virreinato, disponiendo que el "Reino del Perú" fuera gobernado por un virrey, su representante en las tierras anexadas. Esta extensión la tuvo durante los siglos XVI y XVII y hasta la segunda década del siglo XVIII, en que comenzó a desmembrarse para dar nacimiento a nuevos virreinatos.

## Etimología dePerú
La palabra Perú puede derivarse de Birú, el nombre de un gobernante local que vivió cerca del golfo de San Miguel (Panamá), a principios del siglo XVI. Cuando sus posesiones fueron visitadas por los exploradores españoles en 1522, eran la parte más meridional del Nuevo Mundo conocida en ese momento por los europeos. Así, cuando Francisco Pizarro exploró las regiones más al sur, se las denominó Birú o Perú.
La Corona española le dio al nombre estatus legal con la Capitulación de Toledo de 1529, que designó al Imperio incaico recién encontrado como la provincia de Perú. Bajo el dominio español, el país adoptó la denominación virreinato del Perú, que se convirtió en República del Perú después de su independencia.

## Siglo XVI

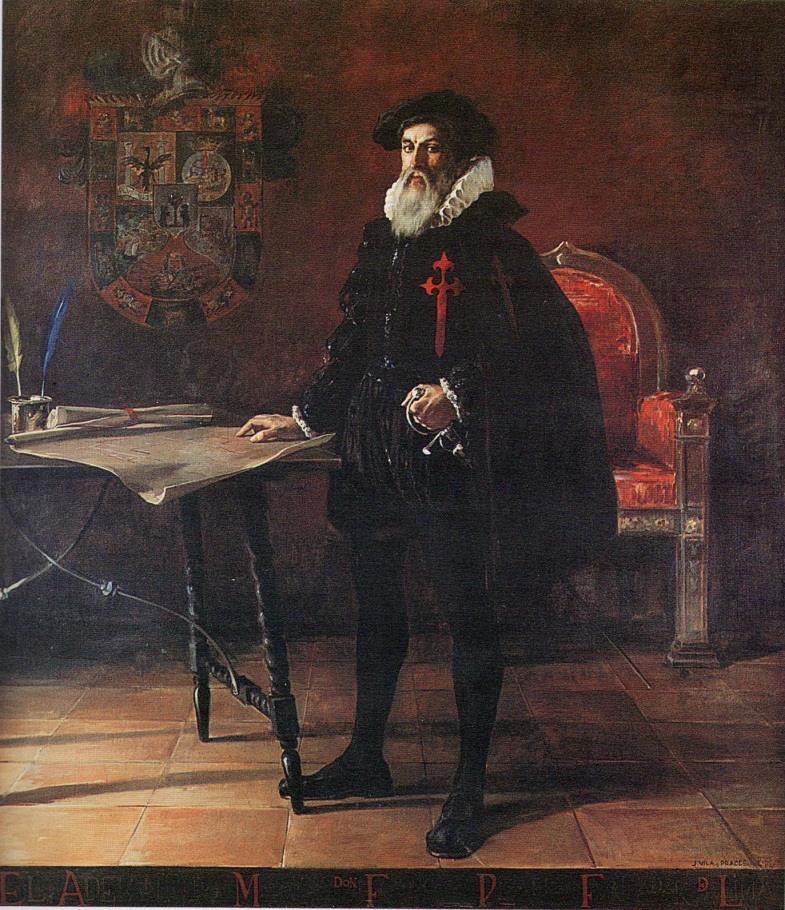
El marqués Francisco Pizarro fue adelantado y primer gobernador de Nueva Castilla, que fue la base territorial sobre la cual se asentó y expandió el virreinato.

### Conquista del Perú
Tradicionalmente, se considera que se inició el 16 de noviembre de 1532 cuando un ejército incaico se topó en Cajamarca con los conquistadores españoles encabezados por Francisco Pizarro, a poco de haber finalizado la guerra civil entre los dos herederos al trono inca, Huáscar y Atahualpa (hijos del inca Huayna Cápac). En dicho encuentro, Atahualpa, que aún celebraba su triunfo sobre Huáscar, fue tomado preso por los españoles y meses después fue ejecutado, el 26 de julio de 1533. Luego los españoles, aliados con los cañaris, chachapoyas, huancas y otras etnias enemigas de los incas, marcharon al Cuzco, la capital del imperio, donde ingresaron el 15 de noviembre de 1533 y proclamaron como nuevo monarca inca a Manco Inca, con la intención de convertirlo en un rey títere.
Tomada el Cuzco por Pizarro, dio comienzo al desarrollo del asentamiento español en el área dominada. Al mismo tiempo se había desatado una rebelión encabezada por Manco Inca que inició con el sitio del Cuzco y la recién fundada Ciudad de los Reyes en 1536, donde se encontraba la mayor fuerza española. Aunque causaron grandes bajas a los hispanos, las fuerzas de Manco Inca no lograron tomar la ciudad por la traición de muchos de sus hermanos y de varias naciones del Tahuantinsuyo. Finalmente, Manco Inca tuvo que disolver a su ejército y retirarse a las agrestes montañas de Vilcabamba, donde instaló la sede de la monarquía incaica (1537), mientras que el resto del territorio era ocupado por los españoles, que llevaron adelante el proceso de colonización. El reinado de estos Incas de Vilcabamba duraría hasta 1572, cuando el virrey Francisco de Toledo ejecutaría al último de ellos: Túpac Amaru I.

### Guerras civiles entre los conquistadores del Perú

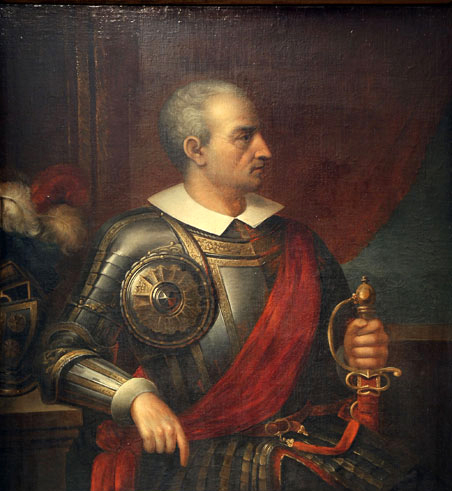
Diego de Almagro pintado por Domingo Mesa en 1873.

Con el aislamiento de Manco Inca del Cuzco, Diego de Almagro y sus partidarios, desalentados por los resultados de su viaje a Chile, y por otro lado, Almagro creyendo que estaba dentro de su gobernación, decidió tomar la ciudad, apresando a Hernando y Gonzalo Pizarro, y posteriormente proclamándose gobernador del Cuzco. Luego, enterado de que el capitán pizarrista Alonso de Alvarado venía de la Ciudad de los Reyes con un ejército de españoles, le salió al encuentro y lo derrotó en la batalla de Abancay, el 12 de julio de 1537. Alvarado fue llevado preso al Cuzco, mientras que sus fuerzas fueron obligadas a sumarse al ejército almagrista.
Una vez que ocupó el Cuzco, Almagro, aconsejado por algunos partidarios, se fijó en Lima, la ciudad que Pizarro fundó para ser la capital de su gobernación. Llevando preso a Hernando Pizarro, Almagro salió del Cuzco y bajó a la costa, con rumbo hacia Lima, aunque cometió el error de dejar a Gonzalo Pizarro y a Alonso de Alvarado, quienes no tardaron en escaparse de la prisión.
Francisco Pizarro invitó a Almagro, mediante unas cartas, a solucionar pacíficamente el conflicto, lo cual aceptó. Ambos gobernadores se sometieron al arbitraje del fraile mercedario Francisco de Bobadilla y se encontraron en el pueblo de Mala (sur de Lima), el 13 de noviembre de 1537. El fallo de Bobadilla resultó favorecer a los Pizarro, fue entonces que Francisco, en muestra de buena voluntad, decidió que Almagro mantuviese el Cuzco hasta que el rey decidiese lo definitivo. Mientras esto sucedía, Hernando Pizarro lograba escapar de su prisión en el Cuzco y agrupó a las fuerzas pizarristas en el sur andino para enfrentarse a las fuerzas de Diego de Almagro. Los pizarristas derrotaron al almagrista Rodrigo Orgóñez en la batalla de Huaytará y luego de algunos días nuevamente vencen a las fuerzas almagristas en la batalla de las Salinas (6 de abril de 1538); luego del conflicto bélico, Almagro fue apresado por Hernando Pizarro y llevado al Cuzco en donde fue sometido a juicio sumario y condenado a muerte, sentencia que se cumplió el día 8 de julio de 1538.
Al morir Diego de Almagro dejó como único heredero a su hijo mestizo llamado Diego de Almagro, conocido como “el Mozo”, a quien los pizarristas no quisieron reconocerle sus derechos de herencia. Ante esto, los almagristas decidieron vengar la muerte de Diego de Almagro “el viejo” y de luchar por los derechos del joven Almagro.
El 26 de junio de 1541 un grupo de almagristas al mando de Juan de Rada ingresaron a Palacio de gobierno y asesinaron a Francisco Pizarro. Una mortal estocada del almagrista Narváez, le atravesó la garganta para luego destrozarle el cráneo con un pesado jarrón. Sus restos fueron recogidos por su fiel criado Juan de Barbarán y enterrados en el huerto de los naranjos, a un costadote la catedral. Luego de la muerte de Francisco Pizarro los almagristas proclamaron a Diego de Almagro “el mozo” como nuevo gobernador de Nueva Castilla.
Un año más tarde llegó al Perú el licenciado Cristóbal Vaca de Castro, enviado por la corona para investigar las causas de la muerte de Diego de Almagro “el viejo”. Sin embargo, al tomar conocimiento de la muerte de Francisco Pizarro a manos de los alamagristas, terminó por combatir a éstos. Vaca de Castro, apoyado por los pizarristas derrotó a las fuerzas de almagro “el mozo” en la batalla de Chupas, cerca de Huamanga el 16 de septiembre de 1542. El joven Almagro terminó siendo apresado y conducido al Cuzco en donde fue sometido a juicio y sentenciado a morir decapitado. Los restos del mestizo fueron sepultados en la Iglesia de la Merced junto a los de su padre.

#### Exploración y colonización de Sudamérica
Tras la caída del Imperio inca, el Perú se convirtió en el punto de partida para las exploraciones y conquistas españolas de América del Sur. A ambos lados de la zona colonizada aparecieron núcleos secundarios de subida valor: Chile y la región de Quito, cada uno de ellos, con sus actividades de conquista propia. Chile descubierto por Almagro en 1536 y conquistado por Pedro de Valdivia en 1541, permitió la colonización de la costa meridional del Pacífico. De Quito, a donde llegó Sebastián de Belalcázar en 1533, los españoles pasaron a las costas del mar del Caribe (1537) y la cuenca del río Amazonas con Francisco de Orellana en 1541. Esto favoreció, el proceso de colonización portuguesa en las tierras de Brasil.
Desde el norte de América del Sur, siguiendo el curso del río Magdalena, Gonzalo Jiménez de Quesada ingreso al interior del actual Colombia hasta llegar al territorio de los muiscas, donde fundó Bogotá en 1538. La colonización del Río de la Plata fue un proceso de dominio de un sistema hidrográfico partiendo de su desembocadura, distinguiéndose entre ella Pedro de Mendoza, fundador de Buenos Aires en 1536.
Varias tentativas para enlazar los centros del Perú y el Río de la Plata acabaron con pleno éxito. Diego de Rojas en 1541 y Domingo Martínez de Irala en 1547 lograron establecer el primer enlace directo entre el Atlántico y el Pacífico por el altiplano.

### Creación del virreinato del Perú y la rebelión de los encomenderos

Carlos I, quien puso en práctica la creación del Virreinato del Perú.

Para concluirla los conflictos entre los conquistadores, el 20 de noviembre de 1542, el rey Carlos I de España firmó en Barcelona por Real Cédula las llamadas Leyes Nuevas, un conjunto legislativo para las Indias entre las cuales dispuso la creación del Virreinato del Perú en reemplazo de las antiguas gobernaciones de Nueva Castilla y Nueva Toledo, al tiempo que la sede de la Real Audiencia de Panamá fue trasladada a la Ciudad de los Reyes o Lima, capital del nuevo virreinato.

y te ordenamos y mandamos que en las provincias o reinos del Perú resida un virrey y una audiencia real de cuatro oidores letrados y el dicho virrey presida en la dicha audiencia la cual residirá en la ciudad de los reyes por ser en la parte mas convenible porque de aquí adelante no ha de haber audiencia en panamá.
Leyes Nuevas

El flamante virreinato comprendió en un inicio y durante casi trescientos años gran parte de Sudamérica y el istmo de Panamá, bajo diversas formas de control o supervigilancia de sus autoridades. Abarcaba una inmensa superficie que correspondía a los actuales territorios que forman parte de las repúblicas de Argentina, Uruguay, Paraguay, Bolivia, Colombia, Chile, Ecuador, Panamá, Perú y toda la región oeste, sureste y sur del Brasil. Quedaban exceptuadas Venezuela, bajo jurisdicción del virreinato de Nueva España a través de la Real Audiencia de Santo Domingo, y Brasil, que integraba el Imperio portugués.
El primer virrey fue Blasco Núñez Vela, nombrado por real cédula del 1 de marzo de 1543. Sin embargo no pudo ejercer la autoridad real debido a los enfrentamientos entre los partidarios de Francisco Pizarro y Diego de Almagro por el dominio del Perú, y sobre todo la actitud de los encomenderos, dirigidos por Gonzalo Pizarro, fue de total rechazo a Núñez de Vela. Finalmente en 1545, la Real Audiencia de Lima, ante la presión de los pizarristas, decidió expulsar al virrey y deportarlo a Panamá para que de ahí regrese a España. Pero ya estando en pleno viaje rumbo a Panamá, Núñez de Vela decidió desembarcar en Guayaquil y desde ahí avanzar hacia Quito, en donde procedió a armar un ejército para regresar al Perú. Al enterarse de las acciones del virrey, los encomenderos avanzaron hacia el norte a cerrarle el paso, derrotándolo en la batalla de Iñaquito el 18 de noviembre de 1546; luego del enfrentamiento el virrey fue capturado y decapitado. Así, Gonzalo Pizarro fue proclamado gobernador del Perú y se declaró en franca rebeldía contra la corona. Algunos de los más allegados colaboradores de Gonzalo, como Francisco de Carvajal, le propusieron desposarse con una ñusta cuzqueña y así proclamarse rey del Perú, de esta manera conseguirá ganarse el apoyo de las élites indígenas y así poder enfrentar la contraofensiva de la Corona española.
El asesinato de la primera autoridad del rey produjo mucha consternación en España, entonces, la corona dispuso castigar severamente a quien había atentado contra el virrey, el representante del rey en territorios conquistados. Para ello, Carlos I envió a Pedro de la Gasca, con el título de "pacificador" para solucionar la situación. El cual llegó previamente a Panamá en 1547 con la misión de ofrecer indultos reales y premios para aquellos encomenderos que decidiesen traicionar a Gonzalo Pizarro. El primero en levantarse contra Gonzalo, fue Diego Centeno, quien cayó derrotado por Francisco de Carbajal en la batalla de Huarina en 1548. La Gasca, con poderosos refuerzos y muchas deserciones de pizarristas desembarcó en Tumbes, siguió el camino de Jauja y en Jaquijahuana (cerca del Cuzco) en 1548, sorprendió a Gonzalo Pizarro. La acción no fue propiamente una batalla sino un desbande ante el cual Carvajal se puso a cantar “estos mis caballicos maire, uno a uno se los lleva el aire”. Luego Gonzalo Pizarro y Francisco de Carbajal fueron decapitados en el Cuzco.
Derrotado Gonzalo Pizarro, el pacificador Pedro de la Gasca procedió a realizar el llamado “reparto de huaynarima”, mediante el cual reparte premios entre todos aquellos que lo habían apoyado a derrotar a los rebeldes pizarristas. Sin embargo, hubo muchos que no llegaron a recibir ninguna recompensa por haber defendido la causa real.
Unos años después, en 1551, fue nombrado virrey Antonio de Mendoza y Pacheco, luego de haber ejercido el cargo en el virreinato de Nueva España. Su valiosa experiencia sólo duró 10 meses y la Real Audiencia se encargó de nuevo del gobierno del virreinato, pero aun así las rebeliones contra la Corona continuaron, hasta su culminación con la ejecución y muerte de Francisco Hernández Girón en 1554. Poco después llegó el tercer virrey del Perú, Andrés Hurtado de Mendoza, quien se encargó de realizar la pacificación definitiva del Perú.

### Reformas toledanas

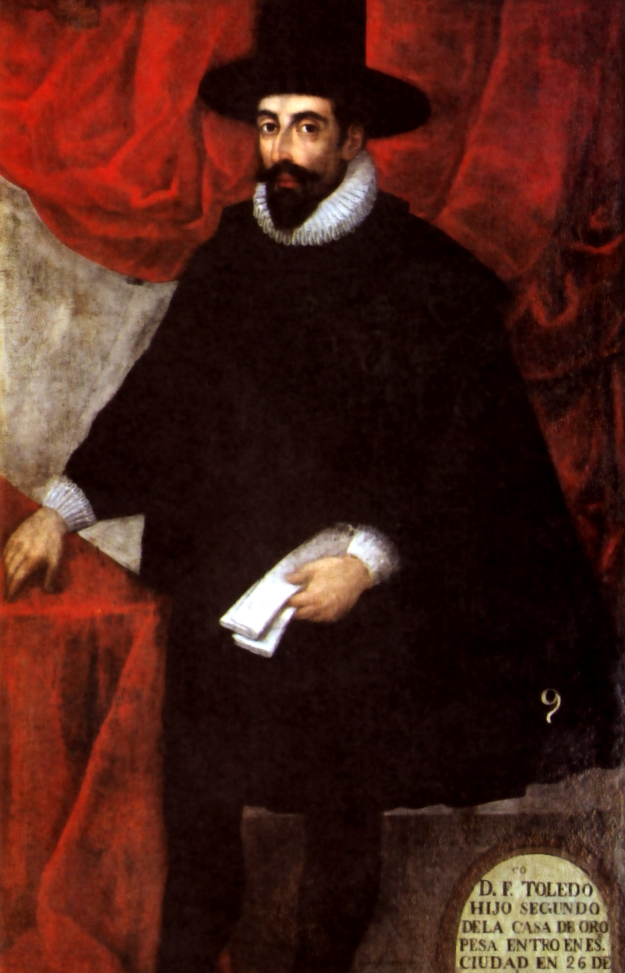
Francisco de Toledo, conde de Oropesa y virrey del Perú. Fue el gran ordenador y organizador del virreinato.

Tras casi 40 años de desorden administrativo, el virreinato peruano encontró a un eficiente conductor en el virrey Francisco de Toledo quién, entre 1569 y 1581, logró establecer el marco político-administrativo que regiría por muchos años en la época hispánica.
Apenas llegado a tierras peruanas, Toledo se informó de todo cuanto había sucedido en el virreinato y de cuáles habían sido las políticas seguidas hasta ese momento. Reconoció la inexistencia de un adecuado sistema tributario, pues no había un registro del total de habitantes del virreinato. Toledo realizó varias visitas generales a distintas partes del virreinato y, por primera vez, se tuvo registro de los recursos humanos y naturales del Perú. Tras saber el número de posibles tributarios estableció las reducciones: pueblos indígenas en los que se agrupaba a un número de nativos (alrededor de 500 familias). Así se sabía con exactitud la cantidad de tributo que debían entregar.
Francisco de Toledo impuso la distribución del trabajo indígena por medio de la mita. Mediante el empleo de ésta, el virrey Toledo proveyó de mano de obra a las minas de Potosí (productora de plata) y Huancavelica (de la que se extraía mercurio, necesario para la purificación argentífera), logrando así convertir al Perú en uno de los centros más importantes de producción de plata en el mundo.
También tuvo lugar durante su gobierno la implantación del Tribunal del Santo Oficio de la Inquisición, así como la fundación de una serie de ciudades tales como Córdoba de la Nueva Andalucía (Argentina), Tarija y Cochabamba (ambas de Bolivia). En 1572 puso fin a la resistencia inca en Vilcabamba y ordenó la destrucción del lugar y la captura de Túpac Amaru I, quien fue degollado en la ciudad del Cuzco ante los ojos del público. La muerte del Sapa Inca generó la desaprobación del propio rey Felipe II, quien señaló la necesidad de desagraviar a los indígenas. Más tarde, Toledo luchó contra las actividades de piratas ingleses tales como Francis Drake, quien proporcionó la fortificación de las costas y el incremento logístico de la Armada del Mar del Sur. Finalizado su mandato en 1581, y sustituido por Martín Enríquez de Almansa.
Sin duda, Francisco de Toledo sentó las bases del virreinato peruano pues logró lo que parecía imposible: la ordenación administrativa y política de todo el amplio territorio español del virreinato del Perú. A partir de su obra, los virreyes que siguieron lograron hacer del virreinato del Perú el más importante virreinato de América.

### Expediciones hostiles en las costas del virreinato
Cuando el Perú formaba parte del Imperio español, Europa se vio convulsionada por varias guerras entre las potencias coloniales de la época, en las que se entremezclaron luchas con fines económicos, religiosos y políticos. Las potencias europeas enviaban expediciones y corsarios para arrebatar a España las riquezas que eran transportadas en los navíos y galeones hacia la Metrópoli, así como socavar el poderío español cuando se hallaban en guerra contra ella. Algunos de los incursores no solo atacaron a los navíos, sino que también hicieron lo propio con los puertos americanos.
Los corsarios y expedicionarios no sólo actuaban con intenciones hostiles, sino también por la búsqueda de vínculos comerciales e incluso proyectos políticos contra el dominio hispano. Entre los corsarios y expediciones importantes en las costas peruanas, estuvieron la de los ingleses Francis Drake (1578-79), Thomas Cavendish (1587) y Richard Hawkins (1593-94). Asimismo, se hicieron presente las expediciones holandesas de Joris van Spilbergen (1615) y Jacques L'Hermite (1624) durante el siglo XVII.

## sigloXVII

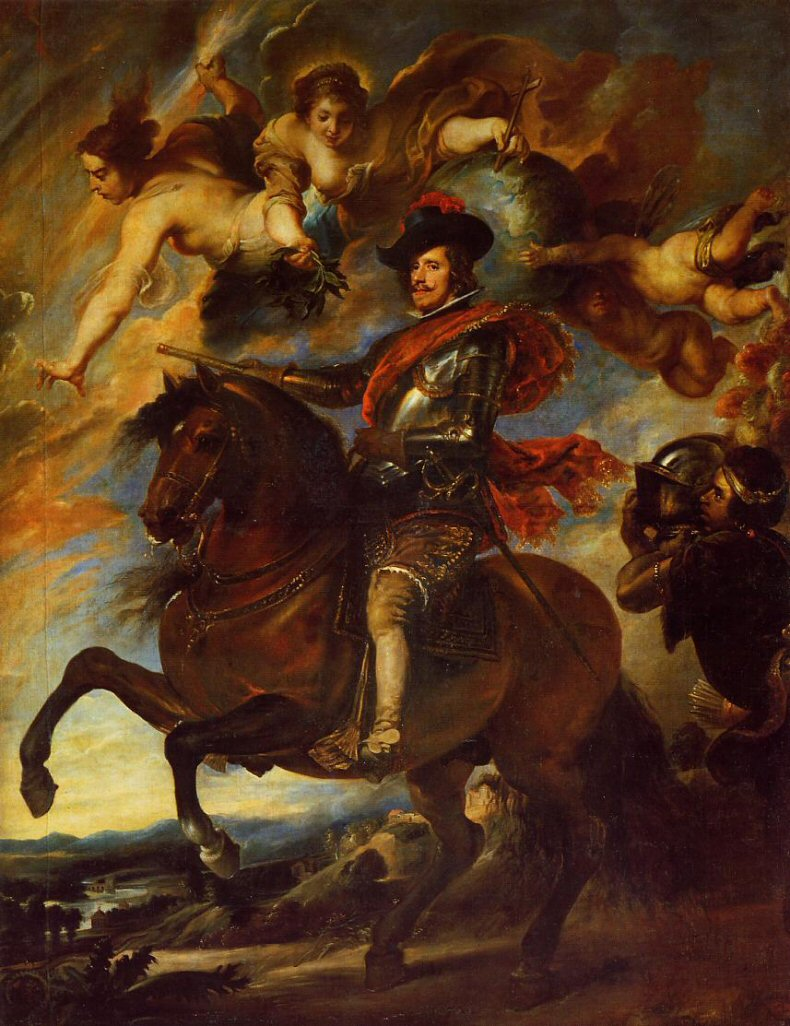
Retrato alegórico a Felipe IV como Rey de España y Emperador de las Indias en su consideración intitular historiográfica de Rey Planeta, pintado por Pedro Pablo Rubens.

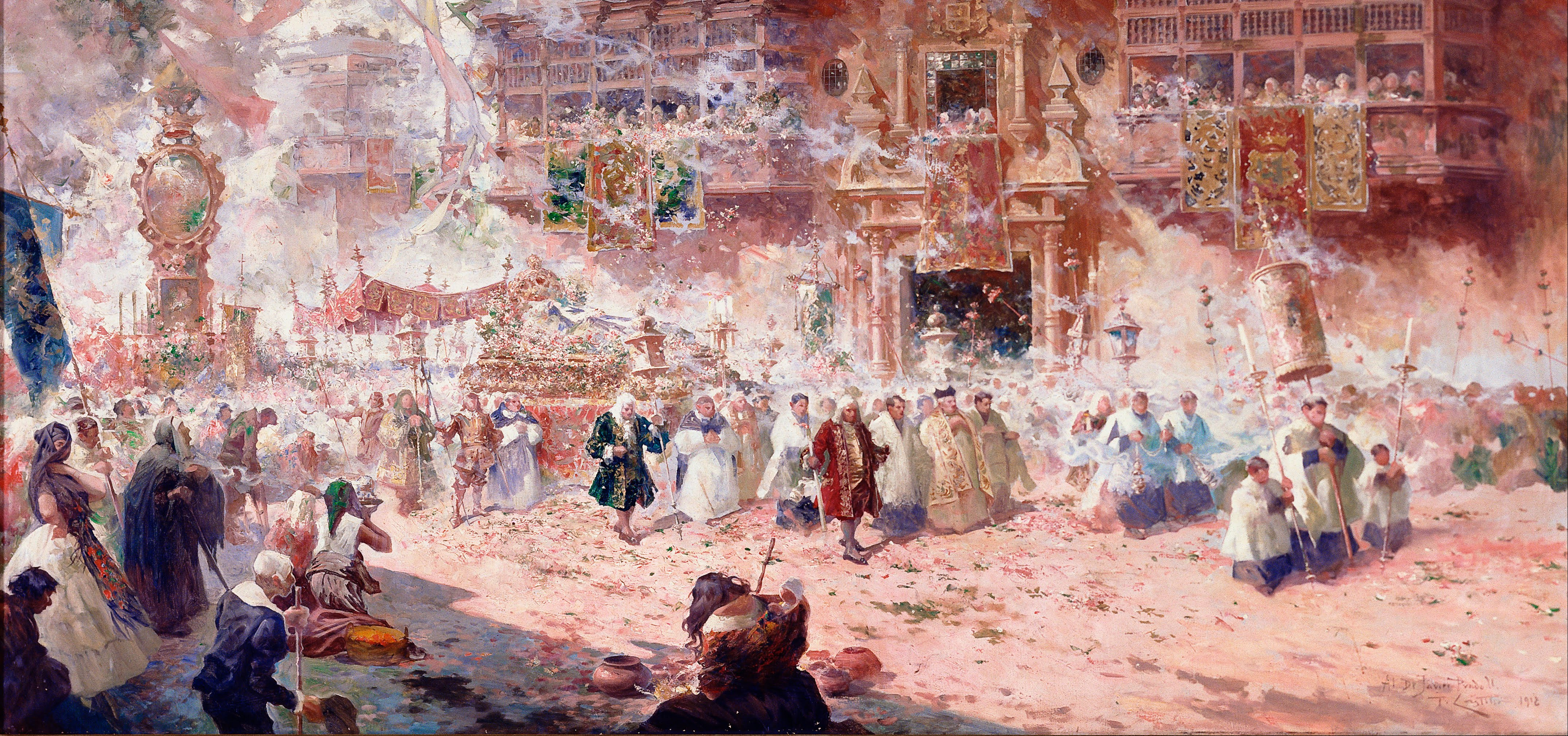
Funeral de Santa Rosa de Lima. Pintura de Teófilo Castillo Guas.

Entre 1580 y 1650, el sistema económico mercantilista se implantó definitivamente en el Perú con el surgimiento de la minería, gracias a la explotación de las vetas argentíferas de Potosí mediante amalgamación con el azogue de Huancavelica.
El orden diseñado por Toledo entró en crisis a mediados del siglo XVII cuando los indígenas burlaron el sistema de reducciones: aumentó el número de nativos «forasteros» y disminuyó el ingreso del tributo. Esto se agravó cuando a partir del año 1640 la producción minera de Potosí entró en «crisis». La administración tardó en reaccionar. En la década de 1680 el virrey Melchor de Liñán y Cisneros realizó otra Visita General. En ella no sólo se amplió el cobro del tributo a los forasteros, sino también a los mestizos y negros libres. Como es lógico, no tardó en crecer el malestar en la población.
Una circunstancia notable fue el surgimiento, entre fines del XVI y comienzos del XVII, de algunos personajes virtuosos que terminaron elevados a los altares. Ese fue el caso de los españoles Toribio de Mogrovejo (Arzobispo de Lima), Juan Macías y Francisco Solano; y de los peruanos Martín de Porres e Isabel Flores de Oliva, más conocida como Rosa de Lima. Todos vivieron en Lima.
En 1617, el virrey Francisco de Borja y Aragón dividió la gobernación de Nueva Andalucía en dos, Río de la Plata y Paraguay, ambas dependencias del virreinato del Perú. Estableció el Tribunal del Consulado de Lima, un órgano judicial y administrativo para asuntos comerciales en el virreinato. Diego Fernández de Córdoba, marqués de Guadalcázar, reformó el sistema fiscal y frenó la rivalidad interfamiliar que ensangrentaba el señorío.
La cuenca del Amazonas y algunas grandes regiones colindantes habían sido consideradas territorio español desde el Tratado de Tordesillas, pero Portugal cayó bajo control español entre 1580 y 1640. Durante este tiempo, los territorios portugueses en Brasil estaban controlados por la Corona española, que se opuso a la expansión de los asentamientos portugueses en partes de la cuenca del Amazonas que el tratado había otorgado a España. Aun así, Luis Jerónimo Fernández de Cabrera y Bobadilla, envió una tercera expedición para explorar el río Amazonas, al mando de Cristóbal de Acuña. Hacia 1656, Pedro Bohórquez se autoproclamó Inca de los calchaquíes, incitando a la población india a la rebelión.
Durante la administración de Baltasar de la Cueva y Enríquez de Cabrera se compilaron las leyes de Indias. Diego IV de Benavides y de la Cueva emitió la Ordenanza de Obrajes (Ordenanza de Manufacturas) en 1664 y Pedro de Toledo y Leiva introdujo el papel sellado. En 1687 Melchor de Navarra y Rocafull tuvo que tomar medidas frente al terremoto que asoló Lima y el Callao. El virrey Melchor Portocarrero Lasso de la Vega incrementó la producción de plata en las minas de Potosí y estimuló la producción en otras minas de Cajatambo y Huancavelica. Limitó la fabricación de aguardiente de caña de azúcar a fábricas autorizadas, a las que gravaba fuertemente.
En lo militar el virreinato del Perú financió y apoyó militarmente, por medio del real situado y el envío de soldados y provisiones desde el Perú, las campañas contra los mapuches en la guerra de Arauco que se extendió por gran parte del período virreinal. Solamente en el año 1662 fueron enviados 950 soldados y 300 000 pesos para los gastos de guerra, de igual manera del virreinato peruano partieron las directivas generales para la conducción de la campaña como fue la que envió el virrey Francisco de Borja y Aragón ordenando una guerra defensiva contra los nativos americanos y la prohibición del servicio personal de estos. La fortificación de los puertos del Callao, Valdivia, Valparaíso y Arica, y la manutención de una fuerza naval para defender al vasto territorio de incursiones de corsarios y piratas fue también responsabilidad de los sucesivos virreyes del Perú. Se construyeron las murallas en Lima (1684-1687) y Trujillo (1687-1690).

### Ataques neerlandeses sobre el Perú

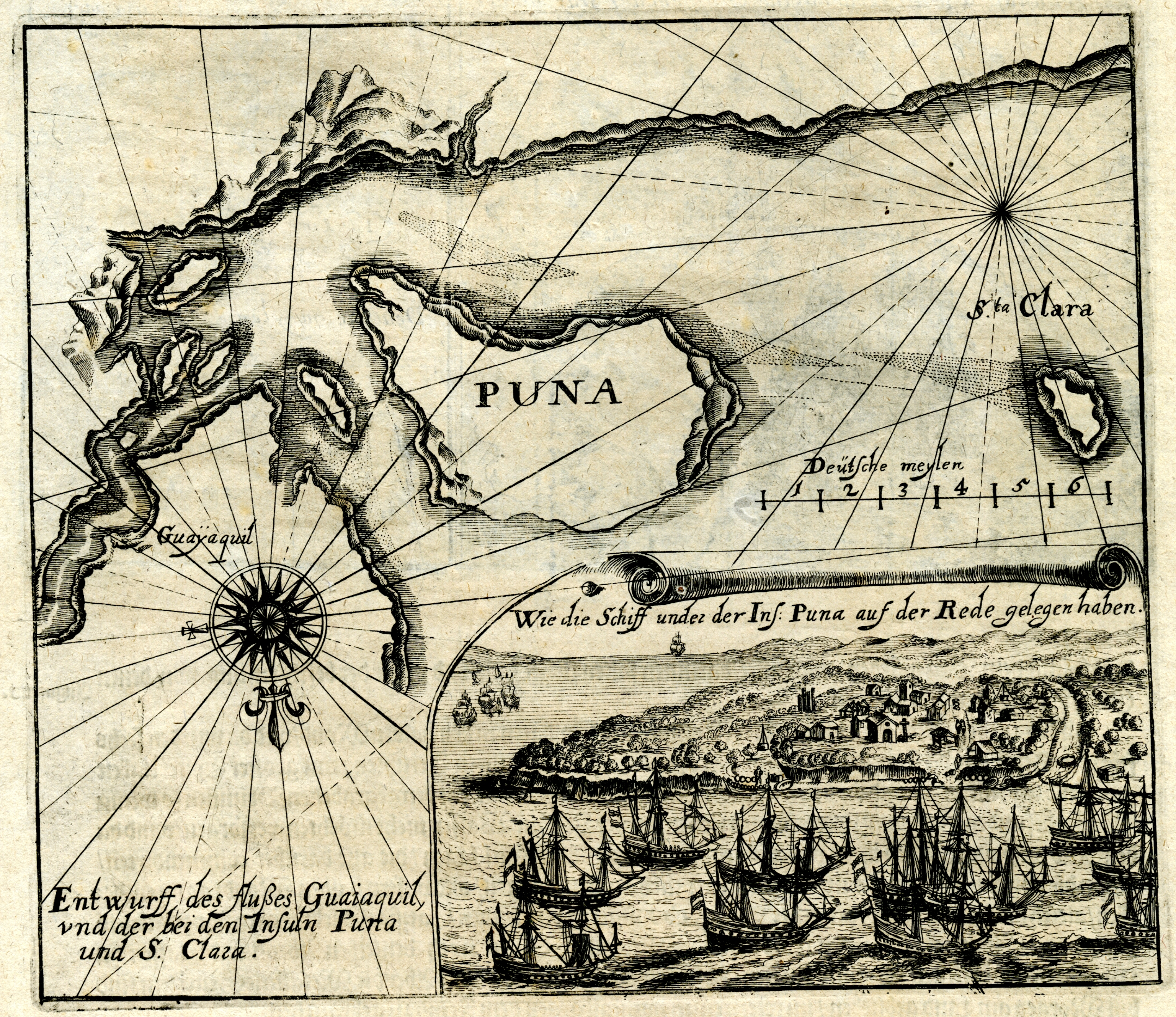
Vista de una escuadra neerlandés comandada por Jacques L'Hermite frente a la Isla Puná en el Corregimiento de Guayaquil.

Durante la guerra de los ochenta años, una expedición neerlandés al mando de Jacques L'Hermite sitiaron las costas del virreinato del Perú en 1624, nueve años atrás hizo lo mismo el corsario Joris van Spilbergen, con el objetivo de capturar los buques españoles que salían del Perú transportando plata y establecer una colonia neerlandesa sobre el territorio.
El virrey de turno, Diego Fernández de Córdoba, ya tenía conocimiento sobre los desplazamientos de la escuadra, así como el rumor específico en Santiago de que 15 barcos recorrían la costa con banderas negras. Debido a esto, cuando los neerlandeses estuvieron frente al puerto del Callao el 9 de mayo de 1624, el puerto se hallaba fortificado y preparado. No pudiendo realizar exitosas incursiones en tierra, L'Hermite se contentó con bloquear el puerto y enviar el resto de su armada a capturar todos los barcos que se encontrasen en las cercanías del Callao y saquearon las ciudades de Pisco, Guayaquil y Portoviejo, pero no tuvieron éxito en establecer una colonia, sumándose el hecho de la inesperada muerte de L'Hermite, lo que provocó el retiro final de los holandeses, luego de tres meses de asedio.

## 

El Virreinato del Perú en 1796. La Capitanía General de Chile se independiza del virreinato en 1798.

## sigloXVIII

### Las reformas borbónicas y el desmembramiento del virreinato del Perú

Territorio legalmente perteneciente (con o sin control efectivo) a la Capitanía General o Reino de Chile en el año 1775 de acuerdo con la historiografía chilena. Un año después se segregaría la provincia de Cuyo en favor del naciente virreinato de la Plata.

En el siglo XVIII, destacaron las figuras de los virreyes que introdujeron las medidas creadas por el reformismo llevado a cabo por la Casa de Borbón, especialmente Manuel de Amat y Junyent (que gobernó entre 1761 y 1776), Manuel Guirior (1776-1780), Agustín de Jáuregui (1780-1784) y Teodoro de Croix (1784-1790), destinadas a revitalizar la administración virreinal con actuaciones como la incorporación del sistema de intendencias. Con él se intentó profesionalizar el gobierno, sustituyendo las inoperantes figuras de los corregidores y los alcaldes mayores, dedicando especial interés a todo lo relacionado con la hacienda.
La reorganización territorial llevada a cabo a lo largo del siglo XVIII, mediante la cual se desmembraron dos territorios del virreinato para conformar otros dos: el virreinato del Río de la Plata en 1776; y el virreinato de Nueva Granada en 1717, restaurado en 1739 tras un periodo de supresión. Estas pérdidas de territorio supusieron la pérdida de protagonismo del virreinato del Perú como centro económico de España en Sudamérica aunque continuó siendo el bien más valioso de la Corona, debido a su poder político, social y cultural.
La posterior política económica de los Borbones, que permitió el comercio directo entre los puertos españoles y diversos puertos sudamericanos (Maracaibo, Guayaquil, Arica, Valparaíso, etc.), redujo el tráfico comercial a través del puerto del Callao y afectó a las rentas del virreinato, que tras la separación del Río de la Plata quedó confinado a las rutas comerciales secundarias del océano Pacífico, mientras que el tráfico comercial más lucrativo (el del océano Atlántico) quedaba bajo dominio de los puertos de Buenos Aires o Cartagena de Indias, fuera de la influencia del virreinato peruano.
La ciudad de Lima, antaño principal ciudad de Sudamérica y poseedora de una vida cortesana y comercial comparable a la de la propia Madrid, perdió gran parte de su antigua riqueza en la segunda mitad del siglo XVIII, a lo cual se unió la continua merma de los ricos depósitos de plata de Potosí que habían sustentado la economía virreinal durante dos siglos, hasta que todo el territorio de Charcas, también conocido como Alto Perú (actual Bolivia) quedó unido al virreinato rioplatense en 1776. Los últimos años del mencionado siglo, si bien generaron una administración más eficiente y un mejor manejo de los recursos del virreinato en beneficio de España, mostraron un serio declive de la riqueza general del virreinato peruano.

#### Gobierno

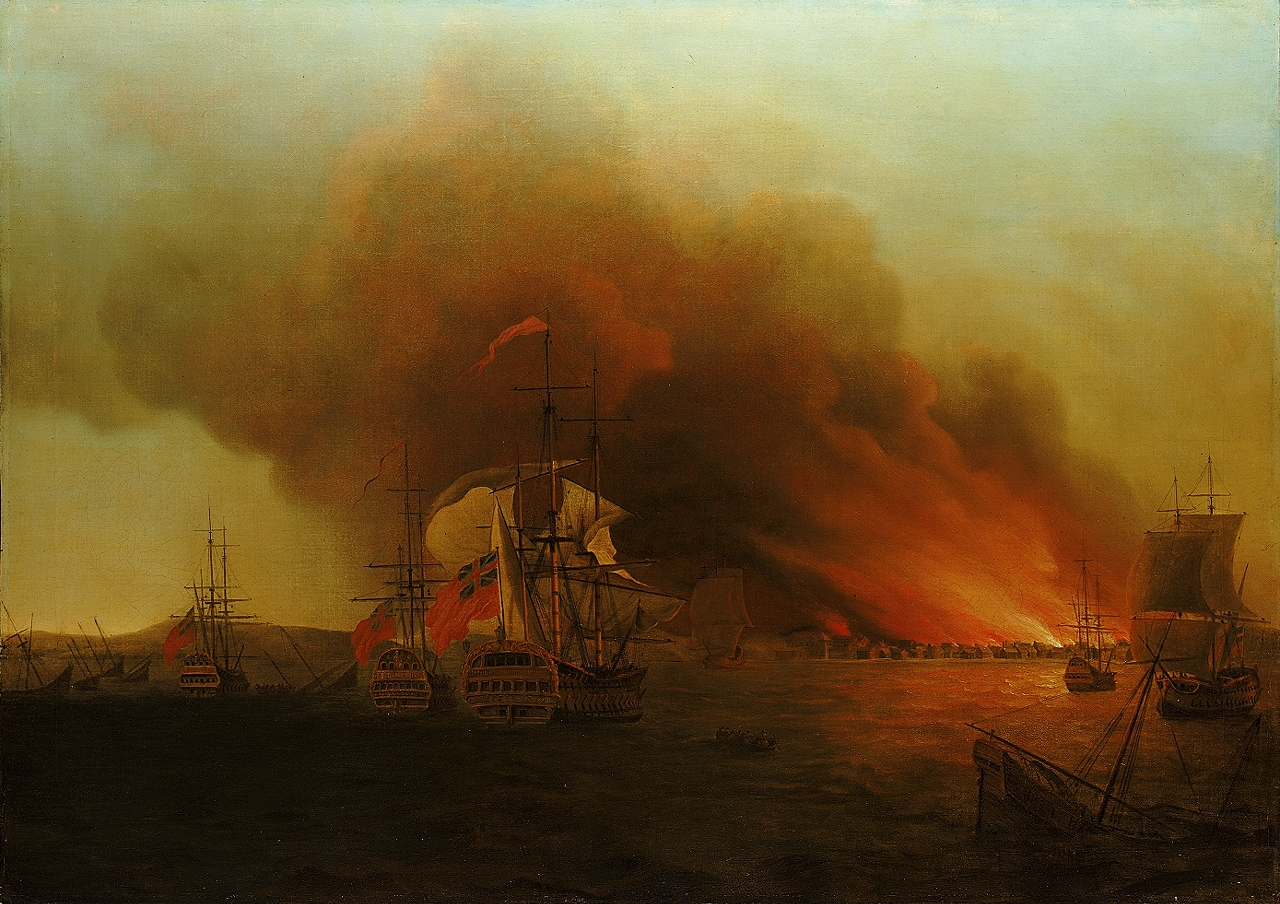
Toma y destrucción del puerto de Paita en 1741 por la escuadra de George Anson. Pintura de Samuel Scott.

Varios virreyes tuvieron incidencia científica, política y económica en el virreinato. Manuel de Amat y Juniet organiza una expedición a Tahití. El virrey Teodoro de Croix también descentralizó el gobierno mediante la creación de ocho intendencias en el área de la Real Audiencia de Lima y dos en la Capitanía General de Chile. Francisco Gil de Taboada reincorporó la región de Puno al virreinato del Perú. José de Armendáriz estimuló la producción de plata y tomó medidas contra el fraude, la corrupción y el contrabando. Amat y Juniet estableció el primer Reglamento de Comercio y Ordenación de las Normas Aduaneras, que dio lugar a la construcción de la Aduana del Callao. Teodoro de Croix colaboró en la creación de la Junta Superior de Comercio y el Tribunal de Minería (1786).
La guerra entre España y Gran Bretaña involucró nuevamente al virreinato del Perú, siendo Paita saqueada y destruida por la escuadra británica al mando de George Anson en 1741.
Un terremoto demolió Lima y el Callao en 1746. El virrey José Antonio Manso de Velasco construyó varias obras públicas en Lima, incluida la fortaleza del Real Felipe. Manuel Guirior también mejoró la atención médica en diez hospitales de Lima y estableció una casa de expósitos.
La expulsión de los jesuitas en 1768 ocasionó que el territorio de la Comandancia General de Maynas, perteneciente al virreinato de Nueva Granada, cayera en un casi total abandono, dadas las dificultades de acceso, lo cual hizo temer a la Corona su pérdida debido a la política expansionista de los portugueses en la cuenca amazónica. El rey Carlos IV de España encargó al antiguo gobernador de Maynas, Francisco Requena, que realizara un informe sobre la situación del citado territorio. Requena informó que los funcionarios civiles y eclesiásticos de Quito y Bogotá estaban en situación de no poder ocuparse de la región, por lo que sugirió que esta fuera reincorporada al virreinato del Perú junto con el Gobierno de Quijos, y que se estableciera un obispado de misiones allí.
Durante el gobierno del virrey Manuel de Amat y Junyent se hicieron varias obras de infraestructura en la ciudad de Lima como la Alameda de los Descalzos, la Plaza de Acho que es la más antigua y la más importante de toda la América taurina además de ser la tercera en antigüedad en el mundo, la Quinta Presa, la Fortificación de la fortaleza del Real Felipe, la Torre de la Iglesia de Santo Domingo y el Paseo de Aguas. La tradición dice que dicha obra la hizo en honor a su amante Micaela Villegas, más conocida como La Perricholi, una de los personajes más célebres de las tradiciones limeñas.
Teniendo en cuenta el informe de Requena, el rey Carlos IV dispuso el 15 de julio de 1802 crear el obispado y la Comandancia General de Maynas. Del contenido de la cédula de 1802 se deduce claramente que su objetivo principal era detener los avances portugueses en los territorios de la Corona española.
La Real Cédula de 1802 dice:

He resuelto que tenga por segregado del Virreynato de Santa Fe y de la provincia de Quito y agregado a ese Virreynato el Gobierno y Comandancia General de Mainas con los pueblos del Gobierno de Quijos, excepto el de Papallacta por estar todos ellos a las orillas del rio Napo o en sus inmediaciones, extendiéndose aquella Comandancia General no sólo por el rio Marañon abajo, hasta las fronteras de las colonias portuguesas, sino también por todos los demás rios que entran al Marañon por sus margines septentrional y meridional como son Morona, Huallaga, Paztaza, Ucayali, Napo, Yavari, Putumayo, Yapurá y otros menos considerables, hasta el paraje en que estos mismos por sus altos y raudales dejan de ser navegables: debiendo quedar también a la misma Comandancia General los pueblos de Lamas y Moyobamba... YO EL REY

El cumplimiento efectivo de la Real Cédula de 1802 ha sido motivo de disputas posteriores entre los gobiernos del Perú, Colombia y el Ecuador.

### Las rebeliones indígenas

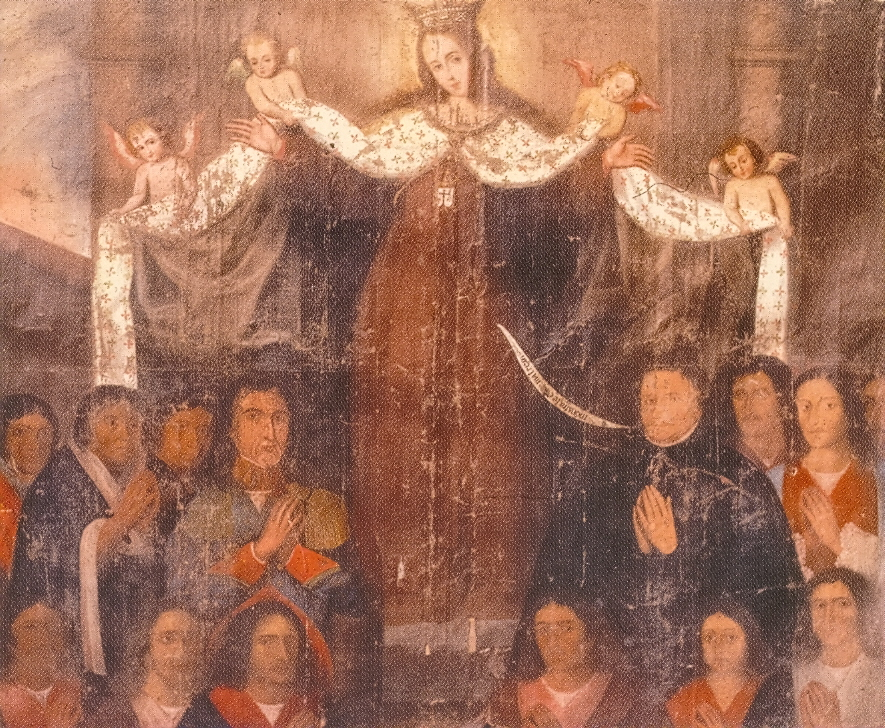
El curaca José Gabriel Condorcanqui y su familia, más conocido como Túpac Amaru II.

La aplicación de las reformas en América fue a través de visitas generales. Al Perú fue enviado el “visitador” José Antonio de Areche. Rápidamente atacó el problema fiscal y elevó la alcabala a un 6 %. Estableció las aduanas interiores para elevar la recaudación y tuvo que hacer frente al descontento de casi toda la población, especialmente cuando se rebeló en 1780 el curaca Túpac Amaru II, descendiente de los Incas de Vilcabamba.
Las rebeliones indígenas del siglo XVIII, que pasaron de un centenar en el territorio del virreinato, tuvieron como marco la recuperación de la cultura andina, especialmente el mesianismo en la mentalidad popular: "el retorno del inca generaría un futuro mejor". Esta idea se vio claramente en el levantamiento de Juan Santos Atahualpa en la selva central (1742), quien sublevó a los indígenas contra las misiones franciscanas de la zona. Es entonces cuando el virreinato empieza a militarizarse y los virreyes se preparan para afrontar los tiempos difíciles de la independencia.

#### Rebeliones
- 1743-1756: Rebelión de Juan Santos Atahualpa en la selva central peruana (Gran Pajonal).
- 1750: Rebelión de los indígenas de Huarochirí, encabezada por Francisco Inca y Pedro de los Santos.
- 1780: Conspiración de los plateros en el Cuzco, encabezada por Lorenzo Farfán de los Godos y Bernardo Tambohuacso.
- 1780-1781: La rebelión de Túpac Amaru II.
- 1781: Rebelión de los hermanos Katari en Charcas (Tomás, Nicolás y Dámaso Katari).

## sigloXIX

Mapa de los territorios del Virreinato del Perú para el año 1810.

En 1808, Napoleón Bonaparte invadió la península ibérica y tomó como rehén al rey, Fernando VII de España. En 1810 tras la invasión y usurpación del trono de España por parte de Napoleón, las colonias americanas establecieron juntas de gobierno, leales a la monarquía, que a la larga no fueron sino el primer paso a los estallidos revolucionarios, debido al cambio político al régimen liberal en España. Más tarde, en 1812, las Cortes de Cádiz, la asamblea legislativa nacional de España, promulgaron la Constitución española de 1812, pero con el retorno del rey Fernando VII en 1814 se impuso el absolutismo.

### Rebeliones y Juntas autónomas del Perú
El virrey José Fernando de Abascal hizo del Virreinato del Perú, el último baluarte, reducto y centro imperial de España; desde este virreinato se reprimió toda manifestación de signo independentista en las colonias de España en Sudamérica, se contuvo la rebelión del Alto Perú 1809, se sofocó los levantamientos de Quito y se reconquistó Chile. De la misma forma fueron reprimidos todos los intentos revolucionarios y toda manifestación de signo independentista en el propio virreinato:
- La primera revuelta de Tacna (1811) encabezada por Francisco Antonio de Zela.
- La rebelión de Huánuco (1812), en alianza con criollos y mestizos, entre los que se hallaba Juan José Crespo y Castillo.
- La segunda revuelta de Tacna (1813) encabezada por Enrique Paillardell y Julián Peñaranda.
- La rebelión del Cuzco (1814) encabezaron los Hermanos Angulo y el brigadier Mateo Pumacahua, entre otros, que fue vasto movimiento independentista que sacudió todo el sur del virreinato peruano.
- La rebelión de Aymaraes (1818) ocurrida en el partido de Aymaraes, actualmente en el Departamento de Apurímac, fue derrotada por las tropas realistas, pero sus montoneras y guerrillas siguieron combatiendo hasta el arribo de las Corrientes libertadoras de América.

### Corrientes libertadoras de América

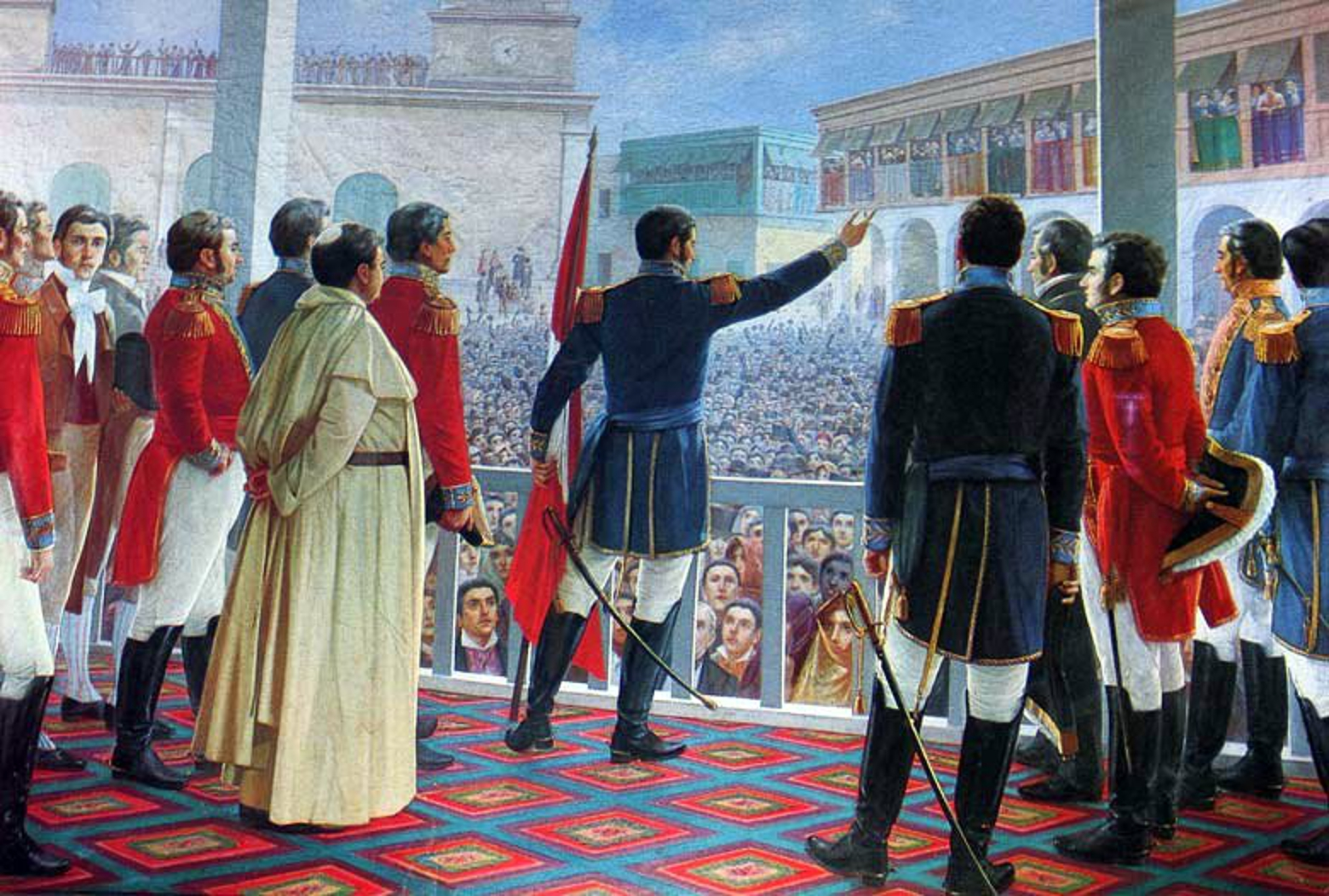
Proclamación de la Independencia del Perú, por parte del general rioplatense José de San Martín. Óleo de Juan Lepiani.

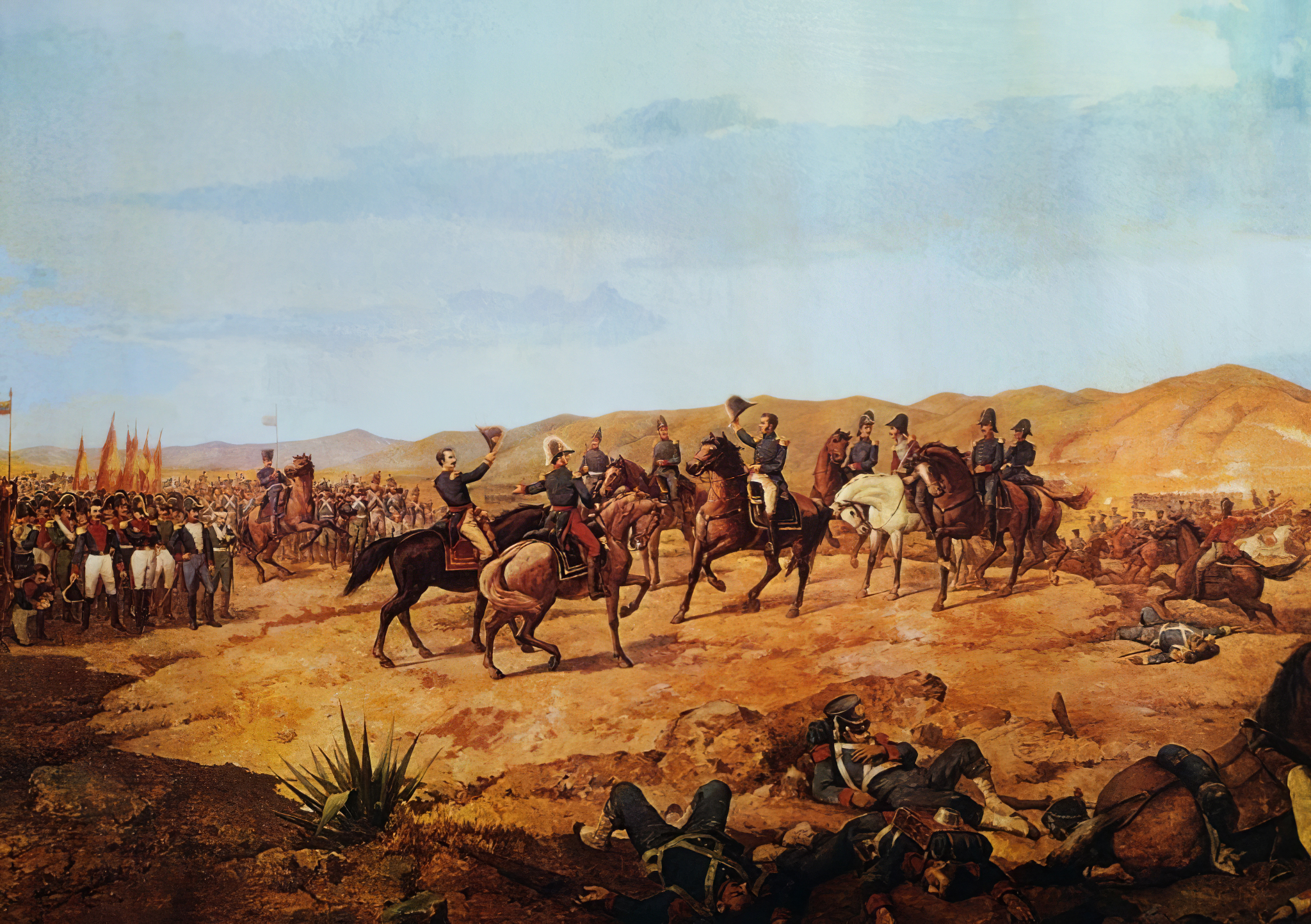
Óleo de la batalla de Ayacucho, una obra de Martín Tovar y Tovar.

Durante el reinado de Fernando VII de España se reunió en Andalucía el mayor ejército de Ultramar destinado a sofocar definitivamente la revolución de América. Pero la rebelión de Rafael del Riego de 1820 sublevó y dispersó la "Grande Expedición" e impuso el Trienio Liberal. Desapareció la amenaza de reconquista española del Río de la Plata y Venezuela y se desmoronó la resistencia en dichas regiones. Esto permitió la convergencia de las corrientes libertadoras de América hacía el Perú.
El virreinato del Perú se mantenía en estado de insurgencia, con partidas de guerrillas que combatían en el interior. En 1817 la victoria del Ejército de los Andes había llevado a la Independencia de Chile y este país organizó junto con las Provincias Unidas del Río de la Plata la Expedición Libertadora del Perú. La expedición libertadora embarcó en 1820 al mando de José de San Martín tras conocerse la rebelión de Riego. San Martín desembarcó al sur de Lima, en el puerto de Pisco, el 8 de septiembre de 1820. A partir de ese momento, diversas provincias y pueblos del Perú empezaron a declarar su independencia de España, tales como Huamanga, Tarma, Lambayeque, Ferreñafe, Trujillo y Cajamarca. Finalmente, en 1821 San Martín ocupó la capital virreinal (Lima) y proclamó la Independencia del Perú el 28 de julio de ese mismo año, y bajo su Protectorado se formó el primer Congreso Constituyente del país.
Sin embargo, Guayaquil se proclamó Estado independiente en 1820 y recibió la ayuda del general venezolano Simón Bolívar. La Guerra de Maynas consigue liberar el oriente peruano en 1822. Con el estancamiento del conflicto y la decepcionante entrevista de Guayaquil con el Libertador Simón Bolívar, San Martín se ve obligado a retirarse del Perú. La joven república sostenía una guerra de resultado incierto contra los reductos realistas en el interior del país, y esta situación propicia la llegada al Perú de la corriente libertadora del norte y de Bolívar que se pone al frente del Ejército Unido Libertador del Perú.
La sede virreinal fue trasladada al Cuzco y el virreinato español del Perú se mantuvo en los territorios no independizados hasta el año 1824, en que —tras la batalla de Ayacucho— se firmó la Capitulación de Ayacucho entre el general José de Canterac y Antonio José de Sucre al mando de las fuerzas militares revolucionarias, dando fin al virreinato del Perú. La capitulación fue aceptada sin resistencia por Pío Tristán a la cabeza del gobierno del virreinato a la llegada al Cuzco del Ejército Libertador tres semanas más tarde. El 7 de abril de 1825 el Alto Perú se independizó como República de Bolívar. En enero de 1826 se puso fin a toda resistencia militar en Chiloé y en El Callao.